# Öko-forum

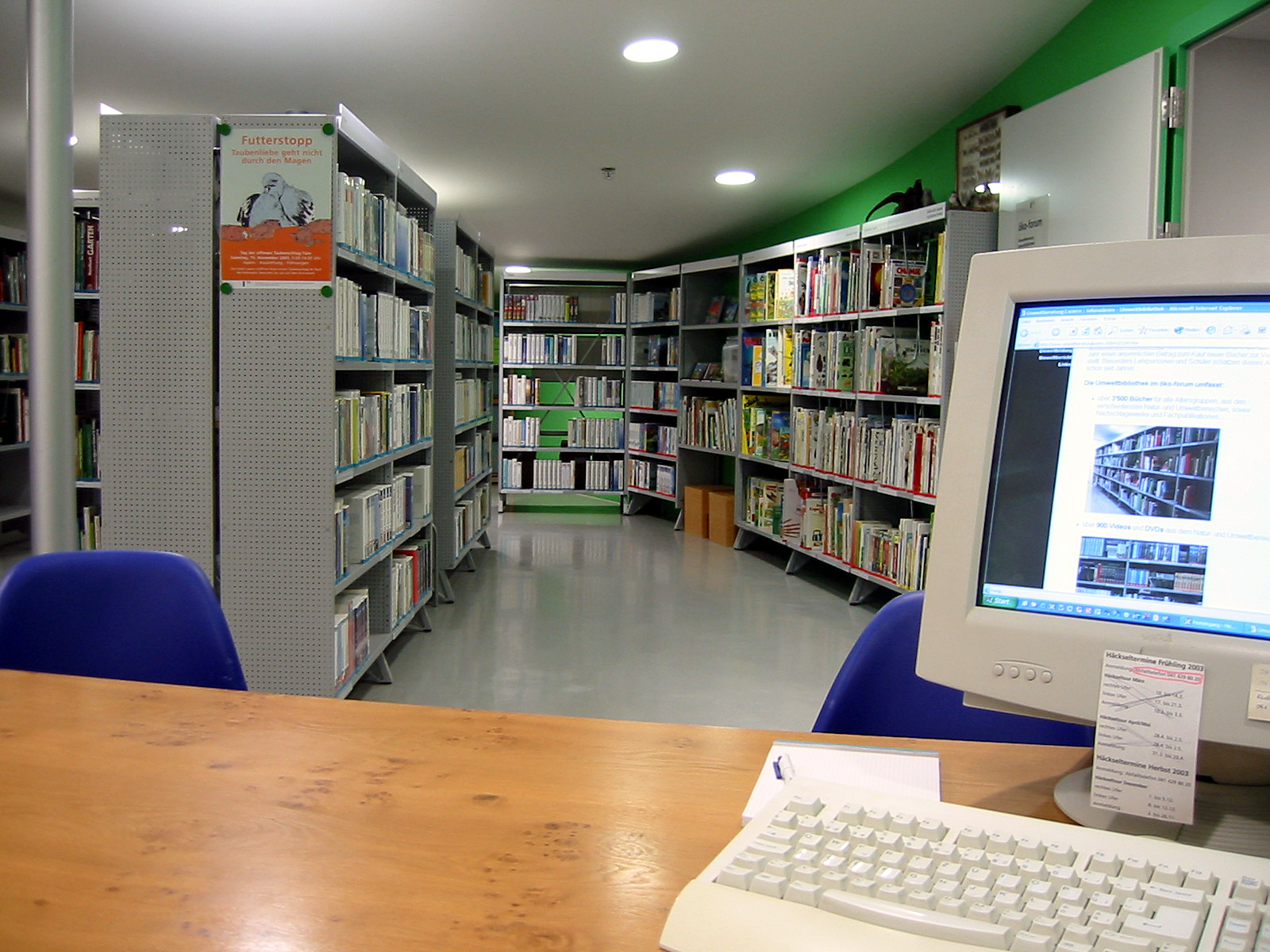
öko-forum Beratungsraum mit Umweltbibliothek

Das öko-forum Umweltberatung Luzern ist eine Anlaufstelle für Fragen aus den Bereichen Umweltschutz, Naturschutz und Ökologie in Luzern, Schweiz. 
Das öko-forum Umweltberatung Luzern ist als Teil der Dienstabteilung Umweltschutz der Stadt Luzern organisiert. Das öko-forum wurde 1987 gegründet und ist die stationäre und telefonische Umweltberatungsstelle im Kanton Luzern (Schweiz). Die Organisation ist zudem die offizielle Umweltberatungsstelle der Gemeinden Adligenswil LU, Buchrain LU, Hochdorf LU, Luzern, Horw LU, Luzern, Meggen LU, Root LU und Sursee LU.
Die Einrichtung gliedert sich in zwei Bereiche: die Umweltberatungsstelle und die in der Schweiz einzigartige Umweltbibliothek.
Die Umweltbibliothek umfasst über 6'000 Medien wie Bücher, Videos, DVDs, CD-ROMs, Umweltspiele und Demonstrationsmodelle. Die Medien können kostenlos ausgeliehen werden. Einige Umweltinstitutionen haben hierfür ihre Bücher- und Medienbestände zur Verfügung gestellt. Der größte Anteil stammt von der Anna-Zemp-Stiftung für umfassenden Mitweltschutz (SUMS) in Männedorf ZH, die auch jedes Jahr einen ansehnlichen Betrag zum Kauf neuer Bücher zur Verfügung stellt.
Es gibt eine umfassende Dokumentation sowie viele Gratis-Broschüren zum Thema Umwelt. Die Organisation wendet sich an Personen, die sich einführend oder auch tiefgründiger mit praktischem Umweltschutz auseinandersetzen wollen.
Es wird halbjährlich ein Veranstaltungsprogramm mit Exkursionen, Kursen und Standaktionen zu Themen im Umwelt- und Naturschutzbereich organisiert. Das gesamte Angebot steht privaten Personen, dem Gewerbe, Lehrpersonen und Schülern im ganzen Kanton Luzern kostenlos zur Verfügung. Die Einrichtung befindet sich im Bourbaki-Panorama Luzern am Löwenplatz, innerhalb der Stadtbibliothek Luzern.